# Tage Ahldén
Tage Robert Ahldén, född den 24 augusti 1904 i Karlshamn, död den 15 augusti 1979 i Lund, var en svensk germanist. 
Ahldén blev filosofie licentiat 1933, filosofie doktor i Lund 1937, docent i tyska vid Göteborgs högskola  1937 och var tillförordnad professor 1950, vårterminen 1951 och 1954. Han blev extra ordinarie lärare 1937 och var lektor 1938–1952 i tyska språket vid Göteborgs handelsläroverk, lärare och examinator vid Handelshögskolan i Göteborg 1948–1952 samt professor i tyska vid Lunds universitet från 1954.
Ahldén skrev, utöver nedanstående skrifter, recensioner i språkvetenskapliga tidskrifter, läroböcker i tysk handelskorrespondens och utarbetade Svensk-tyskt lexikon (1952). Han var dekanus vid språkvetenskapliga sektionen 1958–1961 och i humanistiska fakulteten 1960–1961 samt ordförande i Lunds studentkår 1931–32 och inspektor vid Blekingska nationen 1955–1956. Han blev ledamot av Vetenskapssocieteten i Lund 1955 och av Kungliga Humanistiska Vetenskapssamfundet i Lund 1956.